# Новое Солкушино
Новое Солкушино (чечен. Керла-Солкушено) — село в Наурском районе Чеченской Республики. Село образует Ново-Солкушинское сельское поселение.

## География
Расположено на левом берегу реки Терек, на некотором отдалении от реки. Южнее (то есть, фактически, между селом и берегом Терека) проходит автомобильная дорога Р262 (участок Моздок—Кизляр) и железнодорожная линия Северо-Кавказской железной дороги (также ветка Моздок—Кизляр, рядом с селом находится железнодорожная станция Солкушино).
Село с северо-запада на юго-восток прорезает оросительный канал имени Ленина, севернее и восточнее села Новое Солкушино проходит ещё один крупный канал — Наурско-Шелковская ветвь. Новое Солкушино, как и ряд окрестных населённых пунктов (Левобережное, Новотерское, Ульяновское, Фрунзенское, Юбилейное), находится в пределах крупного виноградарского района. Севернее и восточнее канала Наурско-Шелковская ветвь начинается полупустынная зона.
Ближайшие населённые пункты: в 2,5 км к западу — село Юбилейное, на юго-западе — село Левобережное, на северо-западе — село Фрунзенское, на востоке — хутор Обильный, на юго-востоке — станица Николаевская, на юге, на высоком правом берегу Терека — село Газгородок и, несколько юго-восточнее, село Правобережное.

## История
В 1977 году Указом Президиума ВС РСФСР посёлок центральной усадьбы винсовхоза имени В. И. Ленина переименован в село Новое Солкушино. При этом в названии сельской администрации, в состав которой входило село, имя В. И. Ленина было сохранено. По состоянию на 1 января 1990 года в Ленинский сельсовет Наурского района Чечено-Ингушской АССР входили село Новое Солкушино (на эту дату в селе было 2216 человек наличного населения) и железнодорожная станция Солкушино.

## Население
| 1990  | 2002  | 2010  | 2012  | 2013  | 2014  | 2015  |
| ----- | ----- | ----- | ----- | ----- | ----- | ----- |
| 2216  | ↘2149 | ↗2257 | ↗2291 | ↗2326 | ↗2339 | ↗2382 |
| 2016  | 2017  | 2018  | 2019  | 2020  | 2021  | 2023  |
| ↗2398 | ↗2407 | ↗2434 | ↗2435 | ↘2406 | ↘2367 | ↗2396 |
| 2024  |       |       |       |       |       |       |
| ↗2438 |       |       |       |       |       |       |

По данным переписи 2002 года, в селе проживало 2 149 человек (1011 мужчин и 1138 женщин), 97 % населения составляли чеченцы.
Национальный состав населения станицы по данным Всероссийской переписи населения 2010 года:
| Народ      | Численность, чел. | Доля от всего населения, % |
| ---------- | ----------------- | -------------------------- |
| чеченцы    | 2211              | 97,96 %                    |
| турки      | 20                | 0,89 %                     |
| русские    | 13                | 0,58 %                     |
| другие     | 11                | 0,49 %                     |
| не указали | 2                 | 0,09 %                     |
| всего      | 2 257             | 100,00 %                   |

## Инфраструктура
В селе есть врачебная амбулатория. 7 марта 2008 года открыта сельская мечеть (её строительство было начато ещё в конце 1990-х годов).